# دوغلاس فراح
دوغلاس فراح (بالإنجليزية: Douglas Farah)‏ هو صحفي أمريكي، ولد في 22 يوليو 1957.

## وصلات خارجية
- دوغلاس فراح على موقع IMDb (الإنجليزية)